# Edmond Gressier
Pour les articles homonymes, voir Gressier (homonymie).
Edmond Vallery Gressier, né à Corbie (Somme) le 21 décembre 1813, mort à Corbie (Somme) le 1er novembre 1892  est un avocat et homme politique français.

## Biographie

### Famille
Edmond Gressier est fils et  petit-fils de notables. Son grand-père, vice-président du tribunal d'Amiens, signa une protestation contre l'arrestation de Louis XVI en 1791. Son père, Louis Léonor Gressier, riche propriétaire terrien, fut adjoint au maire puis maire de Corbie.

### Carrière d'avocat
Edmond Gressier est élève du lycée d'Amiens, puis de l'École polytechnique avant d'étudier le droit. Il devient avocat au barreau de Paris et se spécialise dans les affaires économiques et financières. Il est l'avocat du ministère des Finances, de la Ville de Paris et de l'Administration des domaines. Il épouse, en 1847, la fille du vice-président du Conseil d'État Gustave Louis Chaix d'Est-Ange. Il devient ainsi le beau-frère de Gustave Gaspard Chaix d'Est-Ange, avocat de la Maison de l'Empereur, député et père du généalogiste Gustave Chaix d'Est-Ange.
Il reçoit plusieurs décorations, dont celles de commandeur de la Légion d'honneur et d'officier de l'Instruction publique.

### Carrière politique

#### Élu local et national
- En 1861, il devient membre du conseil général de la Somme et, à la fin du Second Empire, son président ;
- En 1863, il est élu député bonapartiste de la Somme ;
- En 1867, il est secrétaire de la commission sur l'armée et la garde nationale mobile ;
- En 1868, il est secrétaire de la commission du budget ;
- Le 16 juin 1869, il devient sénateur ;
- Le 4 septembre 1870, il se retire de la vie politique et reprend sa place au barreau.

#### Carrière ministérielle
- Ministre des Travaux publics du 17 juillet 1869 au 2 janvier 1870 dans le Gouvernement de Prosper de Chasseloup-Laubat (4)

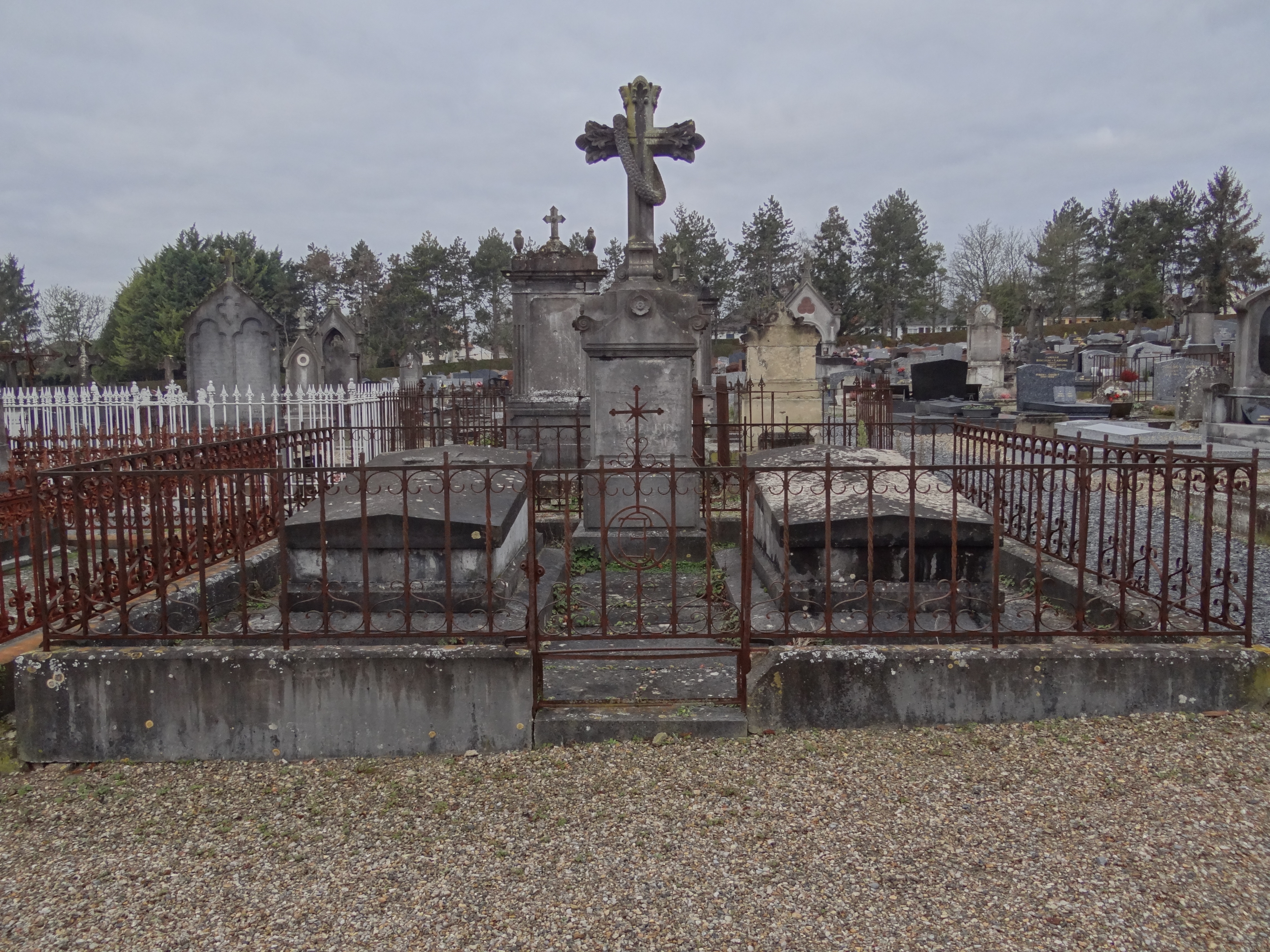
La tombe d'Edmond Gressier au cimetière de Corbie (Somme).

## Distinctions
- Chevalier de la Légion d'honneur
- Officier de l'Instruction publique

## Hommage
- À sa mort en 1892, il est inhumé dans l'enclos des familles Gressier et Beaurin Gressier au cimetière de Corbie.
- À Corbie, son nom est donné à une rue (rue Edmond Valérie Gressier).

## Sources
- Eric Anceau, Dictionnaire des députés du Second Empire, 1999.
- « Edmond Gressier », dans Adolphe Robert et Gaston Cougny, Dictionnaire des parlementaires français, Edgar Bourloton, 1889-1891 [détail de l’édition]